# Leclerc de Lesseville

Wappen derer Leclerc de Lesseville

Leclerc de Lesseville (auch: Le Clerc de Lesseville, de Lesseville oder Le Clerc) ist der Name eines etwa 1918 erloschenen, ursprünglich aus Meulan-en-Yvelines bei Paris stammenden Geschlechts des französischen Bürgertums und Amtsadels mit Wurzeln aus der Normandie, das ab dem 16. bis ins 19. Jahrhundert zahlreiche weltliche und geistliche Ämter, Besitzungen und mehrfach den Rang eines Markgrafen erwarb.

## Geschichte

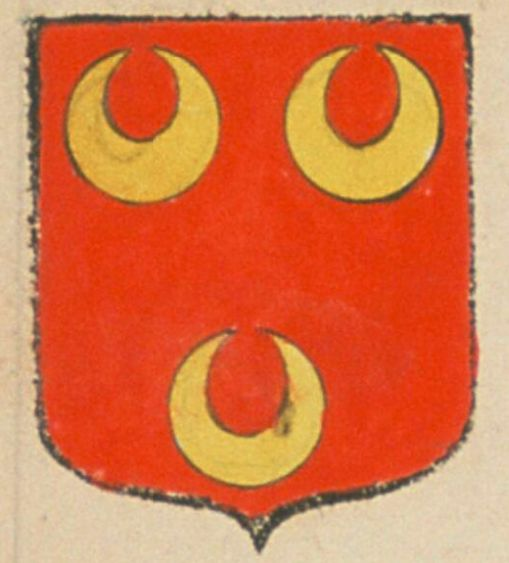
Le Clerc, Rouen

Neben etlichen Namensträgern Le Clerc aus der Normandie (Rouen) mit fast gleichem Wappen, tritt die Familie erstmalig mit Nicolas I. Le Clerc († 15. November 1590), Gerber aus Meulan, und seinem jüngeren Bruder Simon in Erscheinung. Diese ließen 1590 vor der Schlacht bei Ivry dem König Henri IV. über Simons Frau eine beträchtliche Menge Goldes für die Bezahlung des Solds von dessen Truppen zukommen. Nicolas wurde dafür zum Secrétaire du Roi, Écuyer und Seigneur von Lesseville erhoben.
Nicolas Familie konnte in der Folge in der Umgegend durch Verdienst, Kauf, Erbschaft und Heiraten exponentiell Besitz, Herrschaft über Orte und Güter ansammeln, etwa Évecquemont, Menucourt und Mézy-sur-Seine. Sein Sohn war das erste Familienmitglied mit mehreren hohen Ämtern und Herrschaften, nämlich Nicolas II. Le Clerc de Lesseville (1575–1657), Maître de comptes, Seigneur von Lesseville im Kirchspiel Aincourt, Thun, Évecquemont, Mézy-sur-Seine, Jambeville, Malmaison und Breuil, und verheiratet mit der Tochter des Eustache Le Boulanger, Conseiller im Parlement von Paris. Nicolas II. erbte zudem einen Teil der genannten Güter von seiner 1651 verschiedenen Nichte, Tochter des Antoine Le Camus, Marquis de Maillebois.

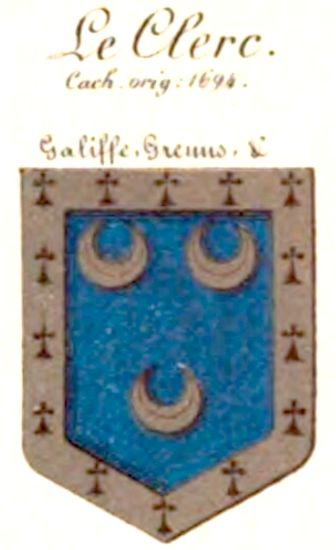
Le Clerc, Genf

 Nachfahren des letzteren bekleideten somit bereits Titel bzw. Ämter des Markgrafen von Maillebois (Antoine, * 1604 in Paris), Baron von Saint-Ange und Bischof von Coutances (Eustache, * 1614 in Paris). Nicolas Sohn Charles I. († 1673) begründete die Linie der Seigneurs de Saillancourt und war Vater des Eustache-Auguste Le Clerc de Lesseville († 28. November 1712), Graf von Charbonnières, La Herbaudière, etc., und Saillancourt, der Conseiller du Roi im Parlement de Paris (1683), ab 1710 Abt von Notre Dame de Bourras und ab 1711 Chef du Conseil des Hauses Condé (1711) war. Eustache-Auguste erwarb 1684 durch Heirat mit Marie-Françoise Ollivier († 13. April 1688) die Seigneurien und Schlösser Charbonnières und L’Herbaudière.
Auch weitere Namensträger bekleideten hohe Ämter zu Zeiten des Ancien Régime, und insgesamt gelangte die Familie in den Besitz zahlreicher Güter und repräsentativer Bauten, darunter auch im 18. Jahrhundert das Hôtel Lesseville in der Rue Galande, im 5. Pariser Arrondissement.
Ein Jean-François Le Clerc, Bürger von Genf, Neffe des aus Genf stammenden Generals der Infanterie Pierre Fatio (1704–1774), erhielt am 1. März 1774 vom König von Sardinien, Viktor Amadeus III., ein Diplom mit Ernennung zum Baron. Dieses zerriss er 1792 als Anhänger der Ideale der Französischen Revolution und verstarb später in Italien ohne Kinder. Sein Wappen belegt die Zugehörigkeit zur hier geschilderten Familie Le Clerc, wobei die Genfer Linie wohl auf einen Nicolas Le Clerc (ca. 1570–1616) aus Beauvais zurückgeht.

## Wappen
Blasonierung: D’azur, à trois croissants d’or. (Auf blauem Schild drei goldene Halbmonde). Zweitgeborene Linien mit oben schwebendem dreilätzigen silbernem oder goldenen Turnierkragen. Helmzier ein steigender Löwe, Schildhalter zwei natürliche Löwen. Bei Namensträgern Le Clerc aus Genf mit Hermelin-Rand. Bei Namensträgern aus der Normandie, Schild auch rot oder silbern, mit Halbmonden in Gold, Rot oder Silber.

## Namensträger (Auszüge)
Nicolas Le Clerc (* Meulan; † 15. November 1590), Gerber in Meulan, Finanzier des Königs 1590, Secrétaire du Roi, Écuyer, Seigneur von Lesseville im Kirchspiel Aincourt; ⚭ 1551 Jeanne Forest de Flambarin

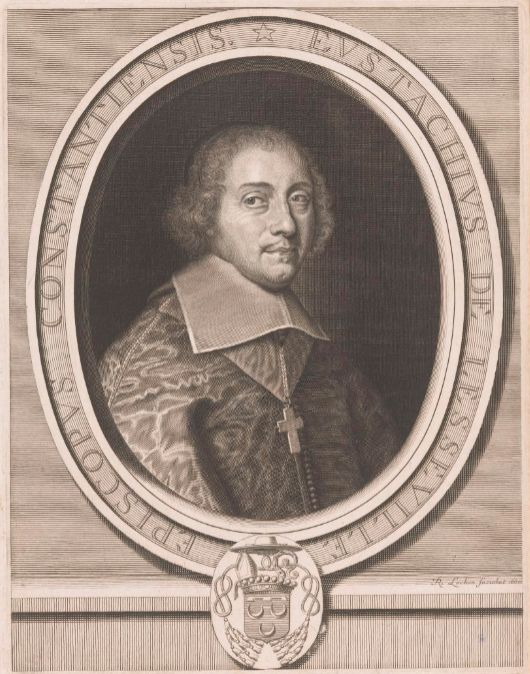
Eustache de Lesseville, Bischof von Coutances (1661)

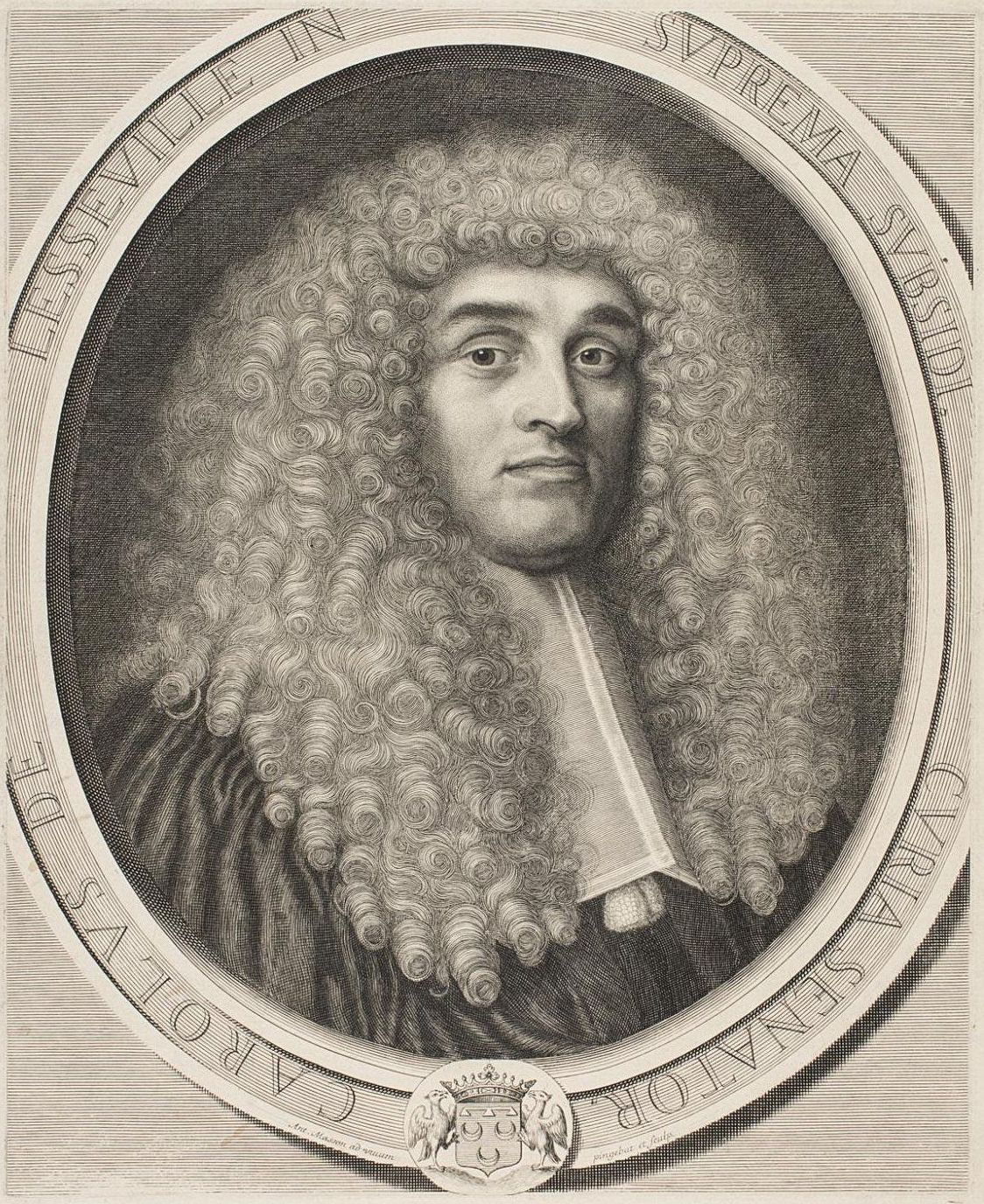
Charles Le Clerc de Lesseville († 1710)

- Antoinette Le Clerc; ⚭ Guillaume Le Prestre († 1614, Président der Trésoriers de France in Rouen); Sie war 1619 Seigneuresse von Menucourt, Rucourt und Beaumont
- Marie Le Clerc de Lesseville (* 1555; † ca. 1620); ⚭ Antoine Le Camus (* ca. 1550 Paris; † 1629 ebd.) Seigneur de Jambville, Marquis de Maillebois, 1590 Intendant de justice in der Normandie; 1595 Präsident im Parlement de Paris)
  - Anne Le Camus de Jambville, Marquise von Maillebois und Blévy, Baronin von Châteauneuf en Thimerais[10], Ehrendame der Königin[11] (* 1583; † 12. Februar 1651, ohne Nachkommen); ⚭ 1) Claude Pinart, Vicomte de Comblizy, Staatsrat; ⚭ 2) François Christophe de Lévis-Ventadour, Herzog von Damville, 1644 bis 1660 Vizekönig von Neufrankreich
- Nicolas II. Le Clerc de Lesseville (1575–1657), maître de comptes, Seigneur von Lesseville, Thun (Thun-le-Paradis), Evecquemont, Mésy-sur-Seine, Jambville, Malmaison und Breuil; ⚭ Catherine (1578–1654), Tochter des Eustache Le Boulanger, Conseiller im Parlement von Paris
  - Marie Le Clerc de Lesseville († 12. Oktober 1690); ⚭ 6. April 1636, Paris, François II Le Gras, Seigneur du Luart et des Loges
  - Antoine Le Clerc (* vor 13. April 1604 in Paris), Seigneur de Lesseville et Evecquemont, Marquis von Maillebois. Maître des Comptes.
    - (Marie) Henriette Le Clerc de Lesseville († Dezember 1698); ⚭ 1650 Claude (Isaac) de Rouvroy de Saint Simon (1626–1699) Baron de Falvy, Comte de Vaux-sur-Meullent, entfernter Verwandter des Louis de Rouvroy, duc de Saint-Simon
      - Nicolas de Rouvroy de Saint Simon
      - Titus-Eustache de Rouvroy de Saint Simon (1667–1712), baron de Fulvy-sur-Somme, Seigneur de Jambville, Brigadier d’infanterie; ⚭ 1689 (Paris) Claire-Eugénie d’Hauterive de Villesecq († 1725)

    - Antoine Le Clerc († 1707 in Paris), Seigneur von Lesseville und Evecquemont (1655), Marquis de Maillebois. Sein Vormund war sein Onkel, der Bischof von Coutances, Eustache.

  - Nicolas (III.) Le Clerc († 1652), Seigneur de Lesseville, Thun, Mesnil und Aincourt, Maître des Comptes; ⚭ Marie-Madeleine (Marguerite) de Suramond († 1699), Tochter des Louis, Trésorier de France in der Auvergne, und der Marie Chassebras de Montigny; Stammeltern der Seigneurs du Mesnil et d’Aincourt
    - Nicolas II Le Clerc de Lesseville (1642–1737), Seigneur du Mesnil, Thun et Durand, Conseiller am Cour des aides (1672), am Grand-Conseil (1674) dann Präsident des Parlement (1677), Nachkommen

  - Eustache Le Clerc de Lesseville (* 1614 in Paris; † 3. Dezember 1665 ebenda), Seigneur von Authon und Évecquemont, Doktor an der Universität Sorbonne, Priester, Conseiller clerc im Parlement (1645–~1659), Baron de Saint-Ange, Comte de Brioude, Abt von Bouras, Kaplan des Königs Ludwig XIII., Bischof von Coutances
  - Charles (I.) Le Clerc († 1673 Paris, rue du Battoir[12], 6. Arrondissement), Seigneur von Saillancourt und Aincourt, Leumont, Saint-Prix und Château de Saint Leu, Conseiller (1629, 1630) und Sous-Doyen im Grand Conseil, Chevalier de Saint-Michel (1647); ⚭ I.) April 1631 Anne Ysambert († 1652 in Paris), 2 Söhne, 2 Töchter; ⚭ II.) April 1665 Madeleine Bouteroue († 1711). Stammvater der Seigneurs de Saillancourt
    - Charles II. Le Clerc († 11. März 1710), Seigneur de Rubelles, Aincourt, Saint-Prix, Taverny, Leumont, Evecquemont und Saint-Leu, Conseiller du Roi en Ses Conseils und am Cour des Aides (1669) als Sous-Doyen; ⚭ I. Juli 1678[13] Marguerite Prévost († 1680); ⚭ II. Anne Pallu (* um 1664; † 1727, Tochter des Bertrand Pallu, Seigneur du Ruau, General (1687), Conseiller au Présidial de Tours, † 1709).

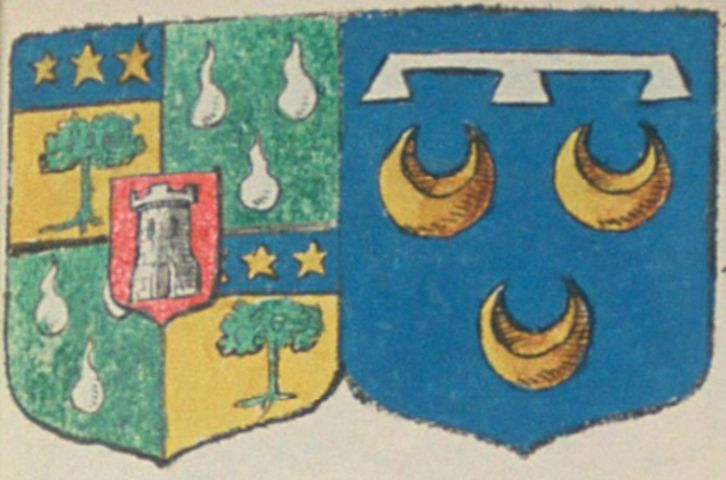
Allianzwappen St.Martin-Leclerc

      - (aus I.) Charles-Nicolas Le Clerc de Lesseville (* 4. Mai 1679; † 16. Februar 1749), Seigneur, dann Graf von Charbonnières, Baron von Authon und Beauce, Intendant von Béarn (1718), Limoges (1720) und sodann Tours; ⚭ 1708 Cousine Charlotte-Françoise Le Clerc (November 1685; † 1765)
        - Charles III. Le Clerc de Lesseville (* 1714; † 1779 in Paris), Graf von Charbonnières, Baron von Authon, Präsident (1742) der 5° Chambre des enquêtes am Parlement; ⚭ Marie-Elisabeth Le Rebours († 12. März 1769)
          - Charles Leclerc de Lesseville, Capitaine in einem Regiment
          - Anne-Charles Guillaume (oder Auguste) Leclerc de Lesseville (* 1755 in Paris), Chevalier de Malte, Advocat und Conseiller der 2° Chambre des enquêtes am Parlement (bis 1790), dann emigriert; ⚭ Marie-Françoise Rose Canet Dugay/du Guai
            - Denis Marie Charles (oder Jean-Baptiste Charles René) Leclerc de Lesseville (* 4. November 1781; ⚭ 1818 Imbleville die Antoinette Alphonsine Le Hayer de Bimorel; mit Nachfahren, u. a. Marie-Charles Tancrède Louis Yves Leclerc de Lesseville (* 31. Juli 1889 in La Flèche; † 23. September 1918 in Mantes), der 1914 in Angers die Marie-Françoise Marguerite Dinaux des Arsis (1891–1974) ehelichte.

      - Louis-Charles Bertrand Le Clerc de Lesseville († 25. März 1743 in Paris, rue du Battoir), Conseiller in der 5° Chambre des enquêtes 1711; ⚭ 1708 Cousine Marie-Marguerite, s. u.
        - Anne-Marguerite, ⚭ 1705 Pierre-Jacques Rousseau de Chamoy (1705–1781, Paris) Capitaine im Infanterie-Regiment Saint-Simon, Lieutenant-Général des Königs im Gouvernement von Paris

    - Allianzwappen St.Martin-Leclerc Nicolas Le Clerc de Lesseville (* um 1646; † 5. Juni 1710), Seigneur de Rubelles, Conseiller du Roi am Grand Conseil (1674–1676), dann Priester, Abt von Bouras
    - (aus II): Anne Le Clerc († 21. März 1712)[14]; ⚭ Armand de Saint-Martin, Seigneur von Taverny, Conseiller am Parlement de Paris († 29. Juli 1732)
    - (aus II): Charlotte Le Clerc († 13. April 1719); ⚭ 1693 Jacques Blancher de Pierre-Buffière, Marquis de Lostanges, Lieutenant-Général au Gouvernement de la Marche, Brigadier des Armées du Roi († 17. Mai 1707)
    - (aus II): Eustache-Auguste Le Clerc de Lesseville († 28. November 1712), Graf von Charbonnières, La Herbaudière, Les Autels-Saint-Eloy (oder Autels de Lesseville bzw. Autelles), Villevillon, La Brisardière, Le Grand Bouchet und Saillancourt, war Conseiller du Roi im Parlement (1683), ab 1710 Abt von Notre Dame de Bourras und ab 1711 Chef du Conseil des Hauses Bourbon-Condé (1711); ⚭ 1684 Marie-Françoise Ollivier († 13. April 1688), bringt die Seigneurien und Schlösser Charbonnières und L’Herbaudière in die Ehe, drei Töchter.
      - Charlotte-Françoise (November 1685; † 1765); ⚭ ihren Cousin Charles-Nicolas Le Clerc de Lesseville (* 1679), s. oben.
      - Marie-Marguerite; ⚭ ihren Cousin Louis-Charles Bertrand Le Clerc de Lesseville († 1743), s. oben.

  - Pierre Le Clerc († 1680) Seigneur de Thun, Evecquemont, Aincourt, Lisle et Mézy, Commissaire aux requêtes du Palais; ⚭ (I.) 1647 Elisabeth de Moucy. Stammeltern der Seigneurs de Mézy-sur-Seine.

## Güter/Gebäude/Denkmäler der Familie

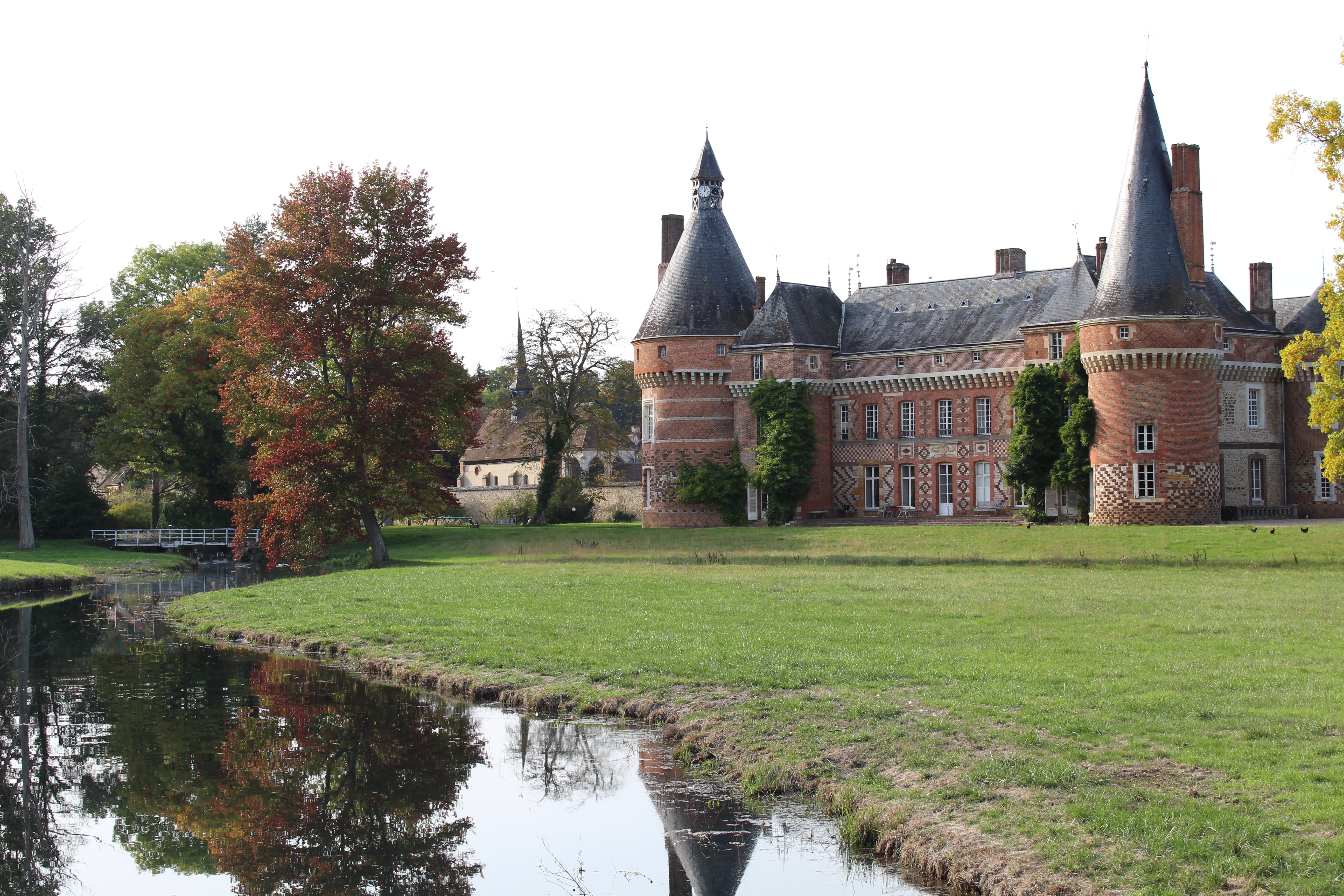
Château de Maillebois, Südansicht
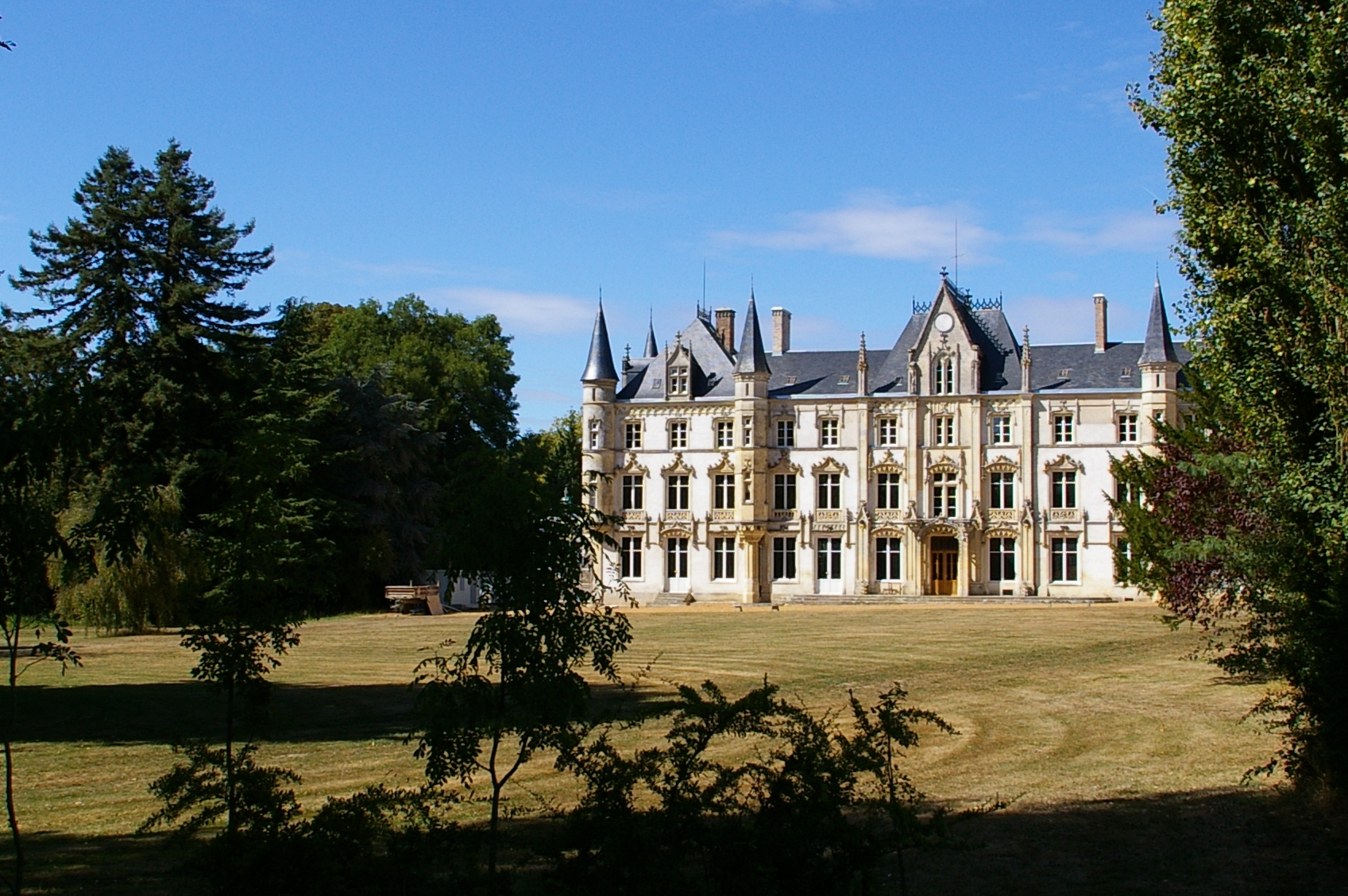
Château Charbonnières
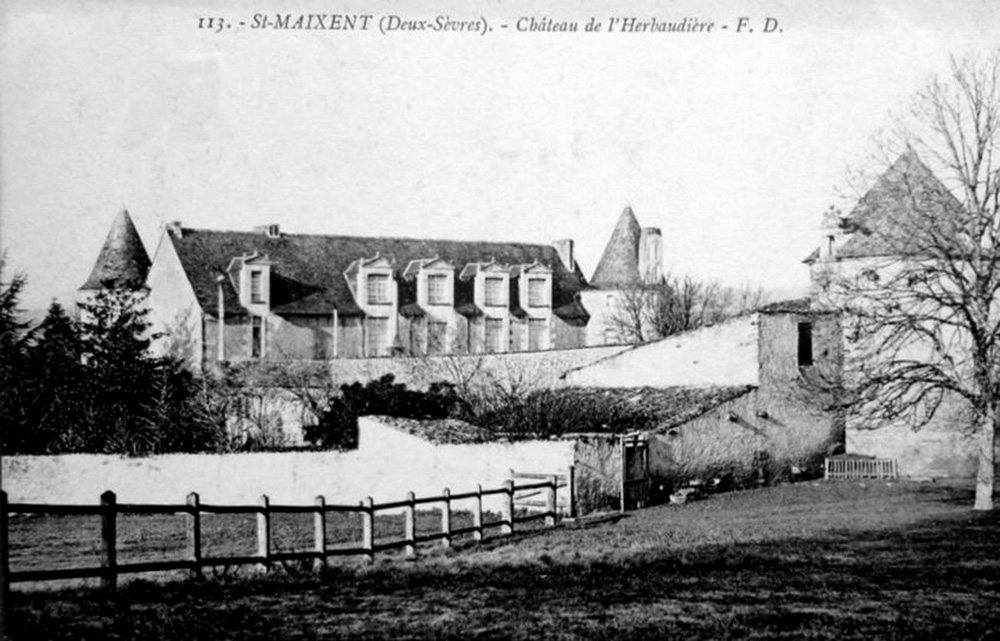
Château de l’Herbaudière (Saivres, Deux-Sèvres)
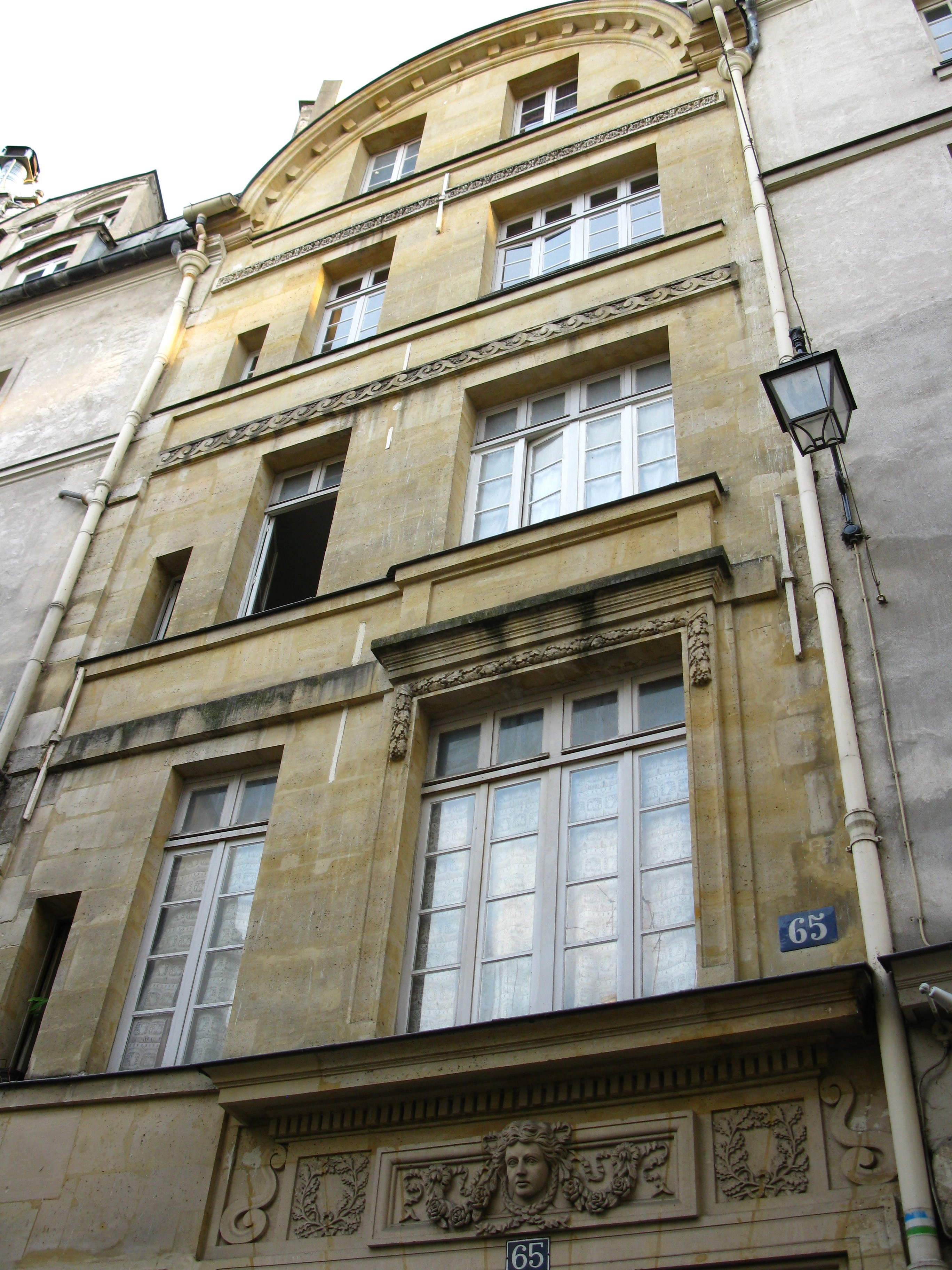
Hôtel Lesseville, Paris
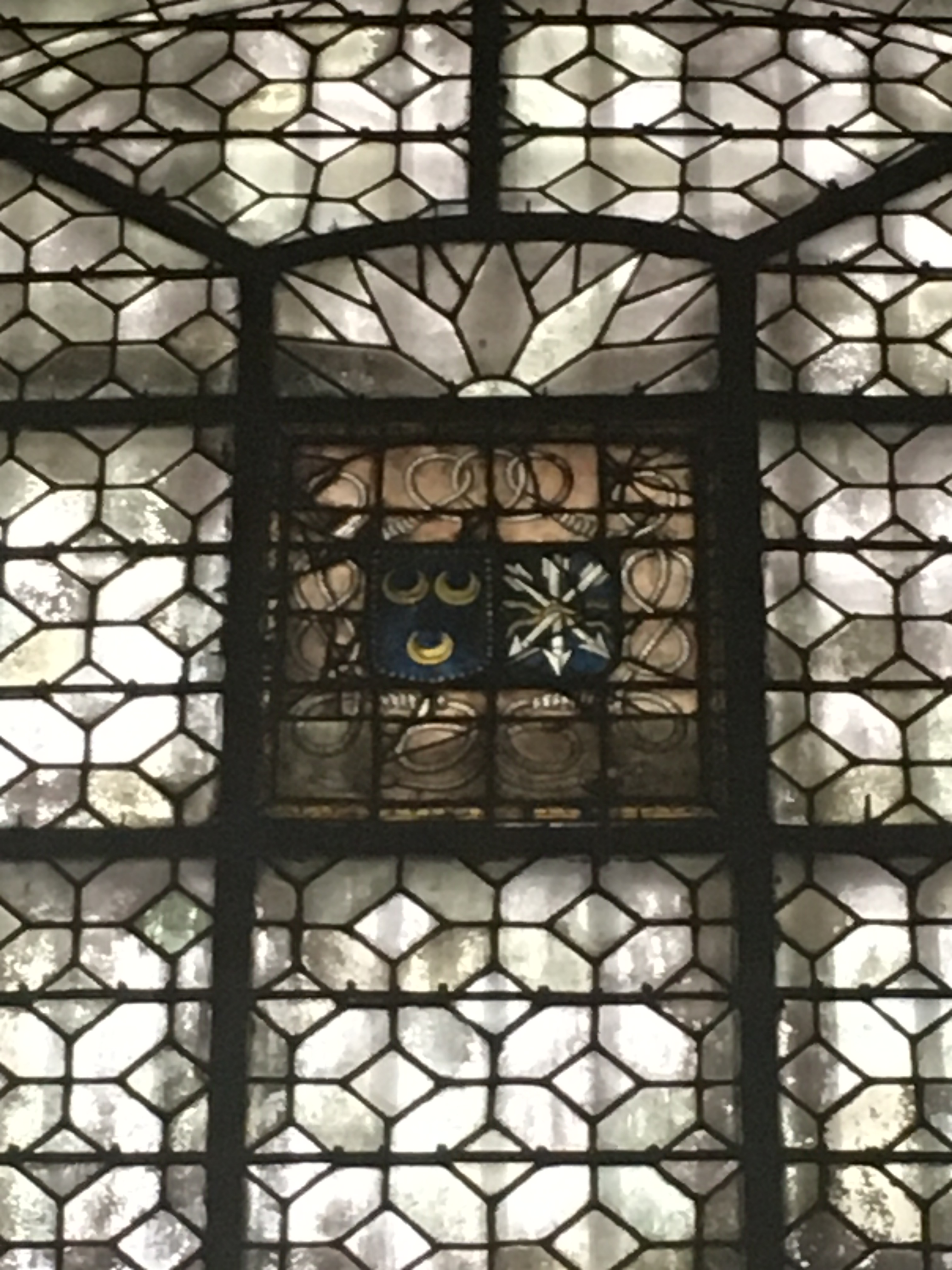
Glasfenster in St-Paul-St-Louis, Paris
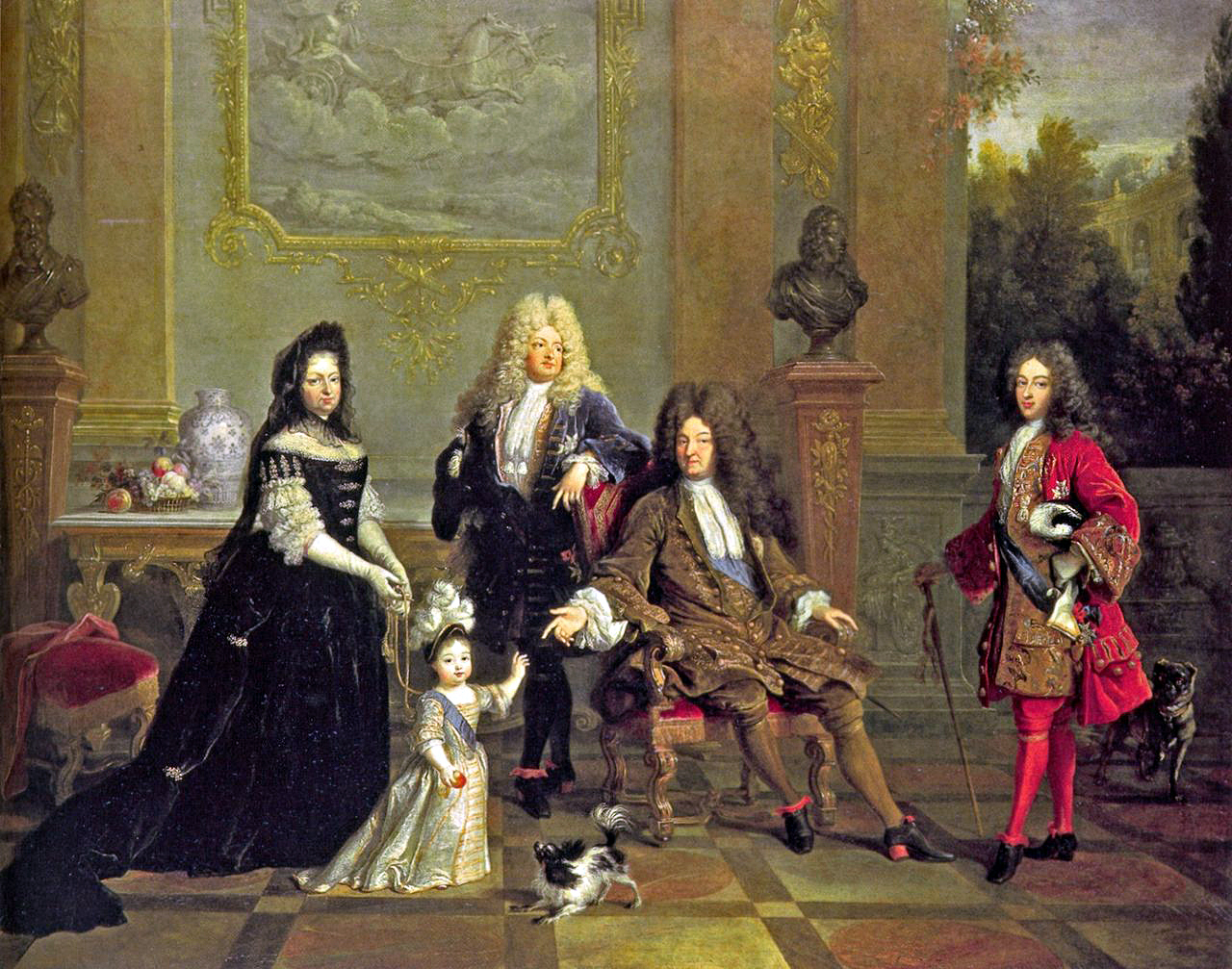
Louis XIV und Familie (Largillière), Gemälde um 1755 wohl Besitz der Lessevilles